# 渋川万寿丸
渋川 万寿丸（しぶかわ まんじゅまる）は、室町時代後期の武士。実名は不明。

## 生涯
室町幕府の九州探題・渋川教直の子として誕生。文明11年（1479年）、父・教直が死去し、既に兄・政実も没していたため、家督を継ぐ。
しかし、幕府は応仁文明の乱によって九州統治の意志を喪失してしまっており、九州探題の実態は東肥前の局地勢力となっていた。
長享元年（1487年）、少弐政資によって居城の肥前国綾部館を攻められて、筑前国亀尾城へ逃亡するが、そこで家臣に裏切られて殺害された。享年20。